# Matthew Kennedy
Matthew Kennedy (ur. 1 listopada 1994 w Irvine) – szkocki piłkarz występujący na pozycji pomocnika w St. Johnstone.

## Kilmarnock
Matthew Kennedy zaczynał swoją przygodę z piłką od drużyny juniorskiej Kilmarnock. Swoją dobrą grą trener pierwszej drużyny zabrał go na mecz ligowy 29 grudnia 2010 roku z Inverness Caledonian Thistle. Przesiedział na ławce rezerwowych przez siedem kolejnych gier. 19 listopada 2011 roku zaliczył pierwszy mecz w barwach szkockiej drużyny, remisując to spotkanie 1-1 z Hibernian.

## Everton
W 2012 roku, w ostatnim dniu letniego okienka transferowego Kennedy przeniósł się do Evertonu, podpisał trzyletni kontrakt.

### Tranmere Rovers
9 stycznia 2014 roku został wypożyczony do Tranmere Rovers. Dwa dni później zadebiutował w meczu z Walsall zremisowany 1-1. 10 lutego 2014 roku wypożyczenie zostało przedłużone na miesiąc.

### Milton Keynes Dons
Pod koniec marca 2014 roku został wypożyczony do Milton Keynes Dons do końca sezonu 2013/14.

### Hibernian
8 sierpnia 2014 roku Kennedy został wypożyczony do Hibernian, drużyny występującej szkockiej Championship do końca stycznia 2015 roku.